# Трестија (Бузау)
Трестија (рум. Trestia) насеље је у Румунији у округу Бузау у општини Козиени. Oпштина се налази на надморској висини од 267 m.

## Становништво
Према подацима из 2002. године у насељу је живело 226 становника, од којих су сви румунске националности.